# مراد الدش
مراد الدش
د. م/ مراد محمد محمود سعداوي الدش ولد عام 1956م وهو الابن الأكبر للدكتور محمد محمود الدش، أحد نظراء مدرسة المباركية بالكويت بالستينيات، ولد مراد الدش في مدينة الفيوم في 20/4/1956 وتوفي والده في عام 1972 م وكان لا يزال طالبا فالمدرسة وله أخيين وأخت.

## نشأته
سافر مع أسرته إلى الكويت في أوائل الستينيات حيث عمل والده مدرسا للغة العربية ثم موجها ثم ناظرا لمدرسة المباركية إلى أن توفي في عام 1972 م وعاد هو وأسرته ووالدته فاطمة محمد الدش إلى مصر وأكمل دراسته والتحق بكلية الهندسة جامعة عين شمس حيث درس الهندسة المدنية وتخرج عام 1978م بتقدير جيد جدا مع مرتبة الشرف وكان ترتيبه الأول على دفعته وتم تعينه معيدا في قسم الهندسة المدنية شعبة التربة والأساسات.

## حياته
حصل على درجة الماجيستير من جامعة عين شمس وحصل على منحة للدراسة بجامعة نورث ويستن بشيكاغو عام 1981 م حيث حصل على على درجة الدكتوراه من الجامعة ذاتها وتزوج عام 1984 نهى سيد محمد الدش وأكمل عمله بشيكاغو ورزق بثلاثة أولاد : إسلام مراد الدش ومكين وامن، وبنت؛ سماء وغادر الولايات المتحدة عام 1991 م حيث استأنف عمله بجامعة عين شمس ولكن لم يتأقلم وسريعا ما غادر إالى الكويت حيث عمل مديرا لأحد شركات البترول حتى عام 1999 م ثم إنشاء مكتبا للاستشارات الهندسية (أرامنكو) بعدها وله العديد من التقارير الهندسية في مجال التربة والأساسات وتوفي سنة 2/11/2009 م، وفي أثناء عمل بالكويت درس العديد من الكتب في مقارنة الأديان وكتب الإنجيل والتوراة وكتب تفاسير القرآن وله العديد من المؤلفات والأبحاث في مجال التربة.
قام أيضا بدراسة معظم تفاسير القرآن والفقه والسيرة النبوية والعقيدة والسنة النبوية وكذلك مناهج الأزهر الشريف والكتاب المقدس والتاريخ المصري والعبرى القديم. واعداد دراسات عن التاريخ القديم والمستقبل على ضوء تطورات العلم الحديث وما ورد في الكتب السماوية مؤسسا علوم جديدة وهي الإعجاز التاريخى في القرآن والاثبات العلمي لحدوث معجزات الأنبياء.

## إكتشافاته
د.مراد هو باحث قضى ثلاثين عاماً في الهندسة الانشائية وترميم التربة وله دراسات في مقارنة الأديان وربط الأبحاث الجيولوجية بمقارنات في التوراة والإنجيل والتاريخ الفرعوني وينتصر لأحد الآراء الثلاثة إن رأى لها دليل في القرآن ودخل في موضوع الفلك وغيره واكتشافاته أثارت ضجة شديدة ومن هذه الاكتشافات أنه قال أن الذي بنى الهرم هو ادريس عليه السلام وليس خوفو والذي أكمل البناء قوم عاد وثمود وأن الواد المقدس طوى ليس في سيناء ولكنه في الأزهر.
أشارت دراساته الجيولوجية أن سيدنا موسى عليه السلام أثناء خروجه من مصر هرباً من فرعون وجنوده عَبَر بحيرة قارون في الفيوم وليس البحر كما يسود الاعتقاد.وأضافت الدراسة أن أبناء يوسف عليه السلام تولّوا إدارة خزائن مصر من بعده وأقاموا في المنطقة نفسها فأطلق عليها «بني يوسف»، وأطلق على البحيرة التي أقاموا في جوارها «بحر يوسف» ثم بحيرة قارون. كذلك، قطن بنو إسرائيل في المنطقة نفسها وانتشروا في منخفض الفيوم على أطراف الصحراء بالقرب من بحر يوسف.
لفتت الدراسة إلى أن تاريخ هروب موسى يتطابق مع تاريخ وفاة تحتمس الثاني الغامضة، ما يؤكد أن موسى عليه السلام أثناء خروجه من مصر هرباً من فرعون وجنوده عبر بحيرة قارون في الفيوم وليس البحر الأحمر. وللمرة الأولى، تجري إدارة الآثار الغارقة التابعة للمجلس الأعلى للآثار في مصر هذا المسح ويترقّب الجميع ما ستسفر عنه عمليات البحث في قاع البحيرة عن الكنوز المحتملة.

## مؤلفاته
من أهم مؤلفاته:-
- كتاب أحداث السنوات القادمة.
- كتاب عبور موسى من بحيرة قارون.
- كتاب في الأساسات وفحوص التربة.
- صخور الفيوم تكشف معجزات الأنبياء: وتقص تاريخ مصر وتاريخ الأنبياء علي ضوء الاكتشافات الحديثة.
- التوازن البيئي: قصة تدمير البشر له وكيفية اعادتة الطريق إلى الجنة.
- العثور على جنة عدن: جنوب البحر الأحمر.